# 樟湖镇
樟湖镇是中国福建省南平市延平区下辖的一个镇。

## 名称由来
樟湖镇位于闽江上游。因闽江内江在此地形成湖，得名漳湖坂。清光绪三十年(1904年)，邮戳错误使用了“樟”字成“樟湖”并沿用至今。

## 行政区划
樟湖镇共辖1个社区、14个行政村，分别是：
樟湖社区、龙池村、坂头村、麟经村、上坂村、中和村、中坂村、下坂村、溪口村、新岭村、武步村、香山村、剧头村、西塘村、高洲村。